# Solhemmet
| Bobergs illustration från 1905 och ett fotografi från 2006 |  | Bobergs illustration från 1905 och ett fotografi från 2006 |
| Bobergs illustration från 1905 och ett fotografi från 2006 |  |                                                            |

Solhemmet är en byggnad vid Sophiahemmet på Norra Djurgården i Stockholm som ursprungligen uppfördes som sophiasystrarnas ålderdomshem efter ritningar av Ferdinand Boberg.

## Beskrivning

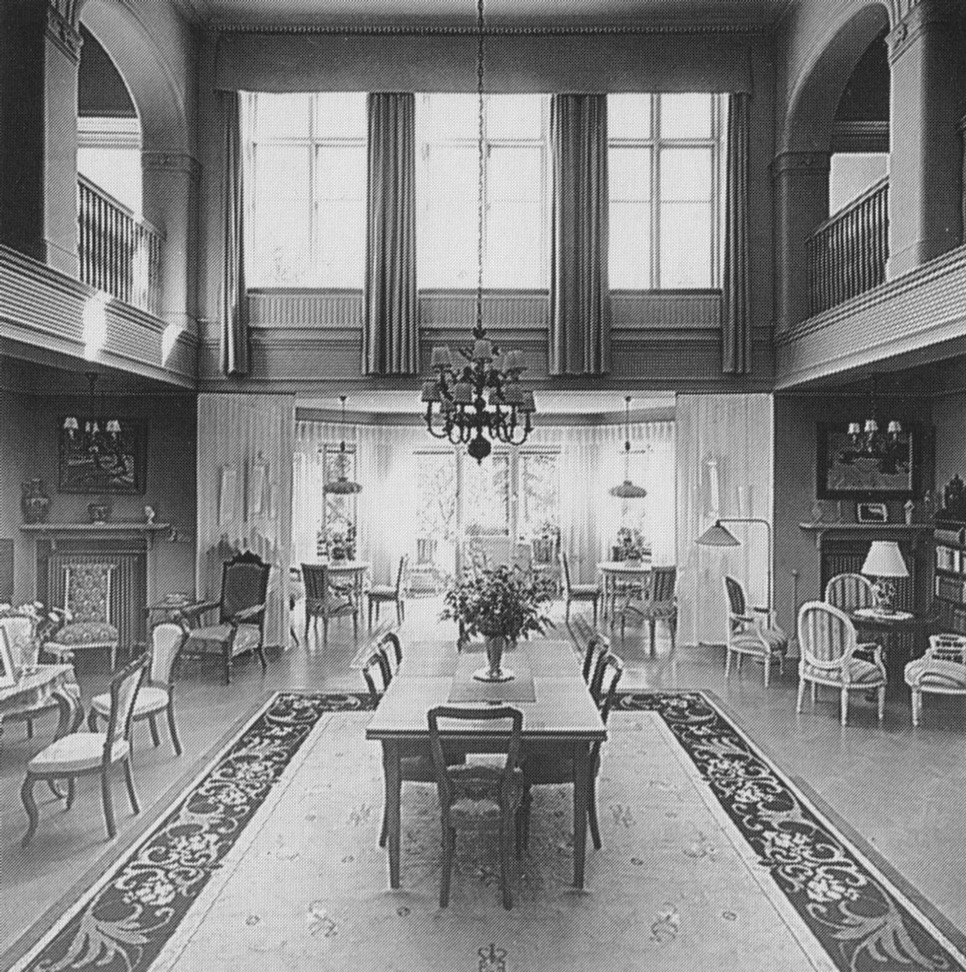
Centralsalen.

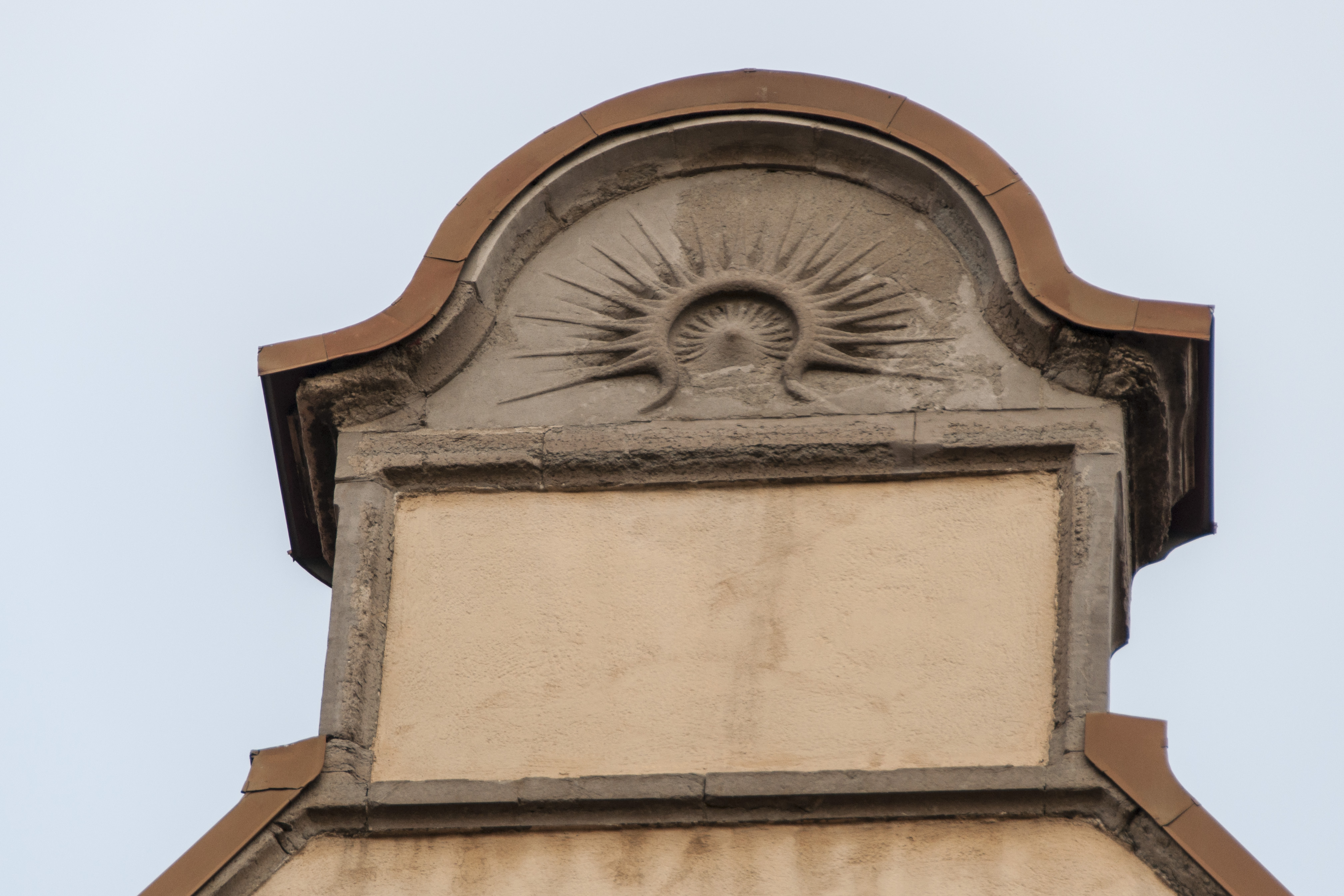
Solfjädersornament på gavlarna.

Sophiahemmet hade invigts 1889 i stadens norra utkanter utmed gränsboulevarden Valhallavägen. I samband med dess 10-årsjubileum föreslog drottning Sofia styrelsen att ett ålderdomshem för de pensionerade systrarna skulle inrättas. Byggandet bekostades dels via insamlade medel, dels genom de två fonder som inrättats för systrarnas ålderdom: Sköterskornas ålderdomshem-, understöds och pensionsfond och Fonden för ett ålderdomshem för Sophiahemmets sjuksköterskor. Prins Eugen var ordförande i byggnadskommittén och han lät vännen Ferdinand Boberg upprätta ritningarna för det nya hemmet. 
Hemmet invigdes den 25 september 1907 av kung Oscar II. I källarplanet fanns ett stort kök med serveringsrum, badrum och bostäder för de anställda, medan de pensionerade systrarna huserade i de första och mellersta våningarna. Svenska Dagbladet skrev i samband med invigningen att rummen var "glada och ljusa, öfverallt enfärgade tapeter i lätta färger, helt hvita tak, ljusa enfärgade tapeter, ljusa vakra möbler". Boberg lät gavelpartierna skjuta upp över taknockarna och prydde dem med solfjädersornament i huggen kalksten. Hjärtat i huset var den två våningar höga centralsalen som fick sitt dagsljus genom två över varann liggande fönsterrader. Denna finess förstördes när ett nytt bjälklag drogs in. Även exteriört har många av Bobergs typiska detaljer försvunnit på grund av en illa utförd renovering.
Huset fungerade som ålderdomshem fram till 1974 då det stängdes. Sedan 1987 är Sophiahemmet Högskola inrymd i Solhemmet, och i dag delas byggnaden av biblioteket och administrationen.